# ضفدع جيموكسي
ضفدع جيموكسي (الاسم العلمي: Rana jiemuxiensis) هو نوع من الحيوانات يتبع جنس الضفدع الحقيقي من فصيلة الضفادع الحقيقية.